# Organizacja „Wolność – Sprawiedliwość – Niepodległość”
Organizacja „Wolność – Sprawiedliwość – Niepodległość” – opozycyjna organizacja o charakterze niepodległościowym i socjaldemokratycznym działająca w latach 80. w PRL. Nawiązywała do programu powołanych w listopadzie 1981 r. Klubów Rzeczypospolitej Samorządnej, odwoływała się do tradycji PPS i ruchu ludowego a zarazem do encykliki Jana Pawła II "O pracy ludzkiej". Założona w sierpniu 1982 r. jako Ruch Społeczny WSN, który w maju 1983 r. przekształcił się w Organizację WSN. W grudniu 1985 r. zawarła porozumienie z Ruchem Politycznym „Wyzwolenie”, a w maju 1987 r. przystąpiła do Porozumienia Partii i Organizacji Niepodległościowych. Organem prasowym było pismo "Idee, Program, Dokumenty".